# Miquel Segura i Mitjans
Miquel Segura i Mitjans (Rubí, 1895 – Barcelona, 1963) fou un polític i actor-director teatral rubinenc.

## Biografia
Miquel Segura i Mitjans era fill de Caterina Mitjans i l'ebenista Pau Segura. El 1921 es va casar amb Rosa Illa i d'aquesta unió en van néixer dos fills, Miquel i Jaume.
Va assistir a l'escola pública amb el mestre Manuel Miralles, després va entrar com a aprenent a la fàbrica de Cal Bertrand i va passar més tard a la de La Seda amb 25 anys, on roman més de quaranta anys. A partir de l'experiència professional i amb una formació autodidacta, va adquirir l'ofici de contramestre de telers.
Va treballar a la fàbrica Pich Aguilera, on va participar en la nova direcció obrera de l'empresa. Finalitzada la guerra va ser empresonat a Terrassa i a Barcelona, va ser jutjat i en va sortir lliure de càrrecs. Va continuar treballant a la mateixa empresa, però se'n va anar a viure a Barcelona, on moria el 1963.

## Vida política[2][3][4][5]
Des de ben jove es va moure pel Centre Democràtic Republicà, seu del catalanisme d'esquerres i l'obrerisme a Rubí. La política, però, no era només una de les activitats que s'hi feien; també hi havia ball, un cor, biblioteca, excursionisme, teatre, cursos d'esperanto… El 1923 i 1924 va ser president del Centre Democràtic Republicà. Es relacionà amb dirigents del republicanisme català com Francesc Layret, Lluís Companys i Marcel·lí Domingo. Va moure’s en els ambients d'oposició a la Dictadura de Primo de Rivera i va formar part del Sindicat de Contramestres El Ràdium.
D'idees republicanes, formà part del consistori rubinenc elegit democràticament el 1931, com a regidor de cultura. El 1931 i el 1934 va ser elegit regidor municipal en la candidatura del Centre Democràtic. Entre 1931 i 1933 va ser segon tinent d'alcalde i de 1934 a 1936, primer tinent d'alcalde; durant aquesta legislatura s'ocupà de la Regidoria de Cultura, que incloïa els temes d'ensenyament.
L'Ajuntament republicà heretava un ensenyament en una situació pèssima; hi havia nens sense escolaritzar, les escoles públiques estaven totes en locals llogats i aquests edificis no complien uns mínims requisits de salubritat i adequació a les necessitats escolars. Però les possibilitats del nou Ajuntament eren molt migrades, mancat com estava d'una mínima capacitat econòmica i amb poques possibilitats d'aconseguir finançament en altres administracions. La Generalitat tot just començava a caminar i el govern de l'Estat havia d'atendre moltes demandes semblants.
Malgrat totes les dificultats Miquel Segura es va moure tant com va poder per millorar l'ensenyament. El 1931 es va bastir el col·legi de les Basses, la primera escola pública amb edifici propi, construïda per obrers en atur. El curs 1932-1933 entraven en funcionament dues aules de preescolar. A més d'augmentar les aules, també va procurar fer més fàcil i efectiu el treball del professorat; comprà, per exemple, un projector cinematogràfic i organitzà una biblioteca escolar, circulant, per atendre les diferents escoles.
La il·lusió de Miquel Segura i de tot l'Ajuntament era edificar un Grup Escolar Graduat que solucionés del tot les necessitats d'escolarització i millorés la qualitat educativa. Hi havia un terreny comprat i es va elaborar un ambiciós projecte per a una escola amb sala de professors, aula de dibuix i música, cuina, menjador, dutxes, sala d'actes, gimnàs, aula de treballs manuals, laboratori de física i química, biblioteca i fins i tot amb un petit jardí botànic i un museu escolar. Però va costar molt temps i moltes gestions aconseguir els diners per bastir-lo. Quan ja havien començat les obres va arribar la Guera Civil i això va fer impossible acabar-les. Més tard, l'Ajuntament rubinenc franquista es va vendre l'edifici inacabat per a fer-hi una escola privada. Aquest grup és l'actual col·legi dels Germans Maristes.
Va aconseguir moltes més coses per a Rubí, com la cessió dels terrenys per a l'ampliació de la plaça Pearson i els del camp de la Unió Esportiva Rubí. Ja en plena guerra civil dirigeix els seus esforços envers La Seda i es posa al capdavant del comitè d'empresa; gràcies a la seva intervenció es recupera la capacitat de producció de la fàbrica i se salva una de les indústries rubinenques de més prestigi. Durant la Guerra Civil va continuar com a regidor d'ERC fins al febrer de 1937; havia creat, poc abans, el gener de 1937, l'Escola d'Arts.

## Teatre[4]
Ben aviat, amb quinze o setze anys, va pujar a l'escenari com a membre del grup teatral del Casino Republicà, que el 1919 va agafar el nom d'Agrupació Dramàtica Santiago Rusiñol, dirigit un cert temps per Josep Ferrer i Julián i després pel mateix Miquel Segura, amb qui es varen representar sarsueles com “L'àliga roja” o bé “La revoltosa”. Formidable actor de comèdia, drama, “astracanada” o tragèdia. La seva interpretació cabdal era la del Mossèn Ramon d'”El místic”, de Santiago Rusiñol.
A més d'excel·lent actor, en va ser el director durant els anys vint i trenta, exceptuant el període entre 1922 i 1927. Va ser un grup molt actiu, que representà moltes obres de teatre en català, d'autors com Santiago Rusiñol, Ignasi Iglesias, Àngel Guimerà i els rubinencs Joan Bové, pare, Esmendia o Ferrer Domingo.

## El premi de recerca Miquel Segura
L'Ajuntament de Rubí, en reconeixement d'aquest home de cultura, ha donat el seu nom a un carrer i al Premi de recerca Miquel Segura destinat a reconèixer aquells treballs de recerca dels alumnes de Batxillerat dels centres d'educació secundària de Rubí que siguin realitzats de forma individual o en col·laboració i que hagin dut a terme al centre on estan inscrits. La família Segura Illa aporta la dotació econòmica d'aquest premi. La primera edició va ser l'any 2000.